# Спідниця

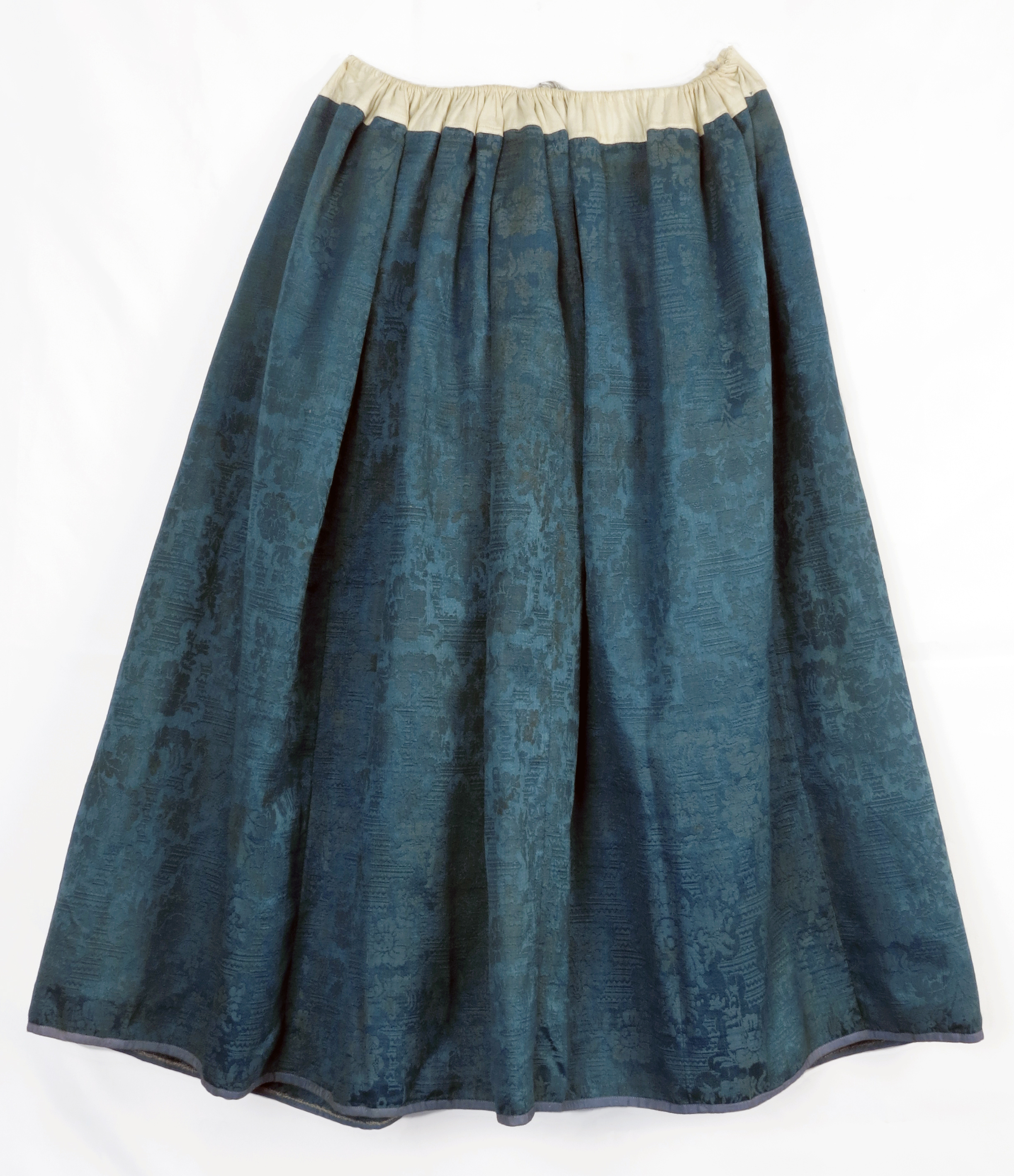
Вінтажна сукня з синього дамасту

Спідни́ця — один з найпопулярніших видів жіночого одягу. Вона є нижньою частиною різних видів жіночого вбрання. Спідниця може бути як окремим, самостійним виробом, так і частиною сукні, костюма, пальто.
Спідниця є видом одягу, який має конструктивні лінії талії та стегон. У частини спідниць опорною лінією є лінія талії. У виробах, де лінія талії занижена та зміщена на стегнах, опорною лінією слугує пояс на стегнах. Тенденція зміщення лінії талії на лінію стегон зберігається й у сучасних силуетах одягу.
За формою сучасні спідниці дуже різні, однак усі їх можна виокремити в п'ять основних груп:
- Прямі звужені спідниці, спідниці запаски;
- Спідниці злегка розширені у формі трапеції (із клинців);
- Спідниці широкі призбирані;
- Спідниці у складку;
- Спідниці кльош.

Міжнародний день спідниці відзначається щорічно 30 листопада. За кроєм та довжиною їх поділяють на мікро, міні, міді та максі.

## Історія одягу
Перші спідниці створювались не лише з тканини або шкури тварин, але й з підручних засобів. Давні шумери носили каунакес — одяг з довгошерстого хутра, який вдягали як чоловіки, так і жінки. В Стародавньому Єгипті спідниця була найпопулярнішим предметом гардеробу. Спідниця-фартух схенті складалася зі смужки білої тканини, обгорнутої навколо стегон і закріпленої на талії шнурком.
Фараони та вища знать носили довгі сорочки-калазириси із прозорої тканини, надягаючи поверх них драпований схенті або комбінацію з двох схенті. В той же час давньоперські воїни носили широкі спідниці, які перехоплювались ременем поміж ніг. В греко-римський період жінки обходились без спідниць, які прикрашалися оборками, поперечними смужками і вставними клинами.
У XV—XVI ст. крій жіночого одягу принципово змінився. Замість цільнокроєних суконь з'явилися самостійні спідниці та ліфи. Тоді ж в Європі спідниця перетворилася на виключно жіночий одяг.
Мода на спідниці характеризується появою шлейфу, який використовувався у придворному одязі. Однак католицька церква засудила носіння спідниць з подовженим подолом і оголосила шлейф «диявольським хвостом». На початку XVI ст. шлейф вийшов із середньовічної моди і став лише доповненням до парадних туалетів.
В епоху Ренесансу законодавицею моди стала Іспанія. Аристократки почали носити багатоярусні спідниці, які надавали пишності за рахунок нижніх спідниць, що складалися зі спеціальних каркасів з обручами, в які жінки буквально «входили», щоб їх надягнути. Такий каркас пристібався до корсету, і носити його було нелегко: спідниці «вердугос» мали чималу вагу, внаслідок чого дами вдягали зверху ще одну спідницю, яка повторювала контури нижньої. Ці спідниці прикрашалися парчою, стрічками та дорогоцінними каменями. Представниці бідних станів носили м'які спідниці в складку за модою XV ст.
Нову моду охоче перейняли у Франції та Італії, однак там зуміли полегшити конструкцію. Було змінено силует вердугос, який став конусоподібним і суттєво розширеним до низу. Поверх цього конуса вдягалася спеціальна спідниця «котт», а на неї — особлива сукня з розбіжним подолом, яка дозволяла демонструвати спідниці. Для округлості в області стегон використовувались спеціальні ватні подушки. Іноді їх набивали кінським волоссям, яке обтяжувало наряд.
В Англії того періоду з'явилися фарзингейли — плоскі і дуже широкі каркаси без передньої частини. Поверх спідниці часто розташовувалась складчаста баска. Силует, отриманий при використанні фарзингейлу, суттєво спотворював пропорції фігури.
На початку XVII ст. обручі виходять із моди. Спідниця стає прямою і неширокою, вільно спадаючою вниз. З'являється тенденція вдягати одразу декілька спідниць, кількість яких могла доходити до дванадцяти. Верхню спідницю дозволялося робити трохи коротшою, аби нижню було помітно.
На межі XVII—XVIII ст. повертається мода на обручі та шлейф. Верхня спідниця, яка шилася з важких тканин, драпувалася по боках і демонструвала витончені ноги. Вся конструкція закріплювалась з допомогою китового вуса. В другій половині XVIII ст. з'являються більш пишні спідниці з дерев'яними або металічними каркасами, в яких заборонялося приходити до церкви.
В цей період з'являється паньє — каркас з гнучких металевих пластинок, обтягнутих щільною тканиною, які зав'язувались тасьмою на талії і стегнах. Паньє могли бути на шарнірах — це дозволяло регулювати ширину спідниці, притискуючи її руками. Спідниця з паньє підкреслювала талію і робила фігуру (разом з корсетом) схожою на два трикутники з вершинами в області талії.
Французька революція звільнила жінок від задушливих корсетів і паньє. Одяг, зокрема і спідниці, прагне до лаконічності і простоти. На межі XVIII—XIX ст. в моду входять прозорі сукні, схожі на давньогрецькі туніки, і сукні з м'яко спадаючою спідницею, яка закладена ззаду зустрічними складками.
Нижня спідниця, яка виднілася з-під сукні, шилася із шовку і декорувалась мереживом. Вона мала приглушені тони, яскраві кольори вважалися непристойними. Одну із шести нижніх спідниць виготовляли із волосся, щоб решта спідниць трималися на ній дзвоном.
Період краху імперії Наполеона і Реставрації королівської влади у Франції знов повертає романтичні риси і розкіш в жіночий костюм. В середині XIX ст. каркас спідниці був замінений криноліном: дзвін спідниці утримувався лляним чохлом, переплетеним кінським волоссям. Така спідниця була широкою, шилася із жорсткої матерії або підтримувалась іншою жорстокою спідницею, подушкою, дерев'яною або дротовою конструкцією, китовим вусом, бамбуковими кільцями, гумовими шлангами, наповненими повітрям, або нижньою спідницею з накрохмаленого полотна. Нижні спідниці трималися на кісткових обручах та на дротовому каркасі. У 1870 році з'являється пристосування у вигляді подушечки турнюр, яка підкладалася під спідницю нижче талії з боку спини.
Наприкінці XIX ст. великий вплив на костюм має розвиток спорту, можливість прийому жінок на службу і стиль модерну. Все це призводить до конструктивності і доцільності крою, з'являються спідниці кльош і спідниця-брюки для їзди на велосипеді. Трохи пізніше з'являється не дуже зручний S-подібний корсет, який підкреслюється все тим же турнюром, спідниці доходять до щиколоток. Це був великий прогрес жіночої моди.
У 1910-х роках в моду ненадовго входить творіння Поля Пуаре — завужена до низу спідниця, яка отримала назву «кульгавої». В штаті Іллінойс влада намагалася заборонити спідниці, поділ яких був вище 15 см від землі. Після Першої світової війни Коко Шанель укоротила спідниці до елегантної довжини, ввела в моду плісировані спідниці, а пізніше, вже після Другої світової війни, свій знаменитий костюм з твіду з вузькою спідницею.
Рок-н-рол 50-х приніс у моду легкі, широкі спідниці, які при швидкому танці відкривали ноги і спідню білизну. Однак справжній переворот в моді здійснила Мері Квант, яка у 1965 році запатентувала спідницю міні. Пізніше за це творіння дизайнерка отримала орден Британської імперії.
За радянських часів довжина спідниці повинна була досягати колін або бути нижчою. Така спідниця входила до складу уніформи для жінок різних професій, а також жінок-військовиків. Мініспідниці вважалися «непристойними». Радянська легка промисловість не передбачала випуску подібних моделей, спонукаючи юних модниць власноручно створювати спідниці бажаної довжини.
Сьогодні не існує суворої моди на спідницю, яку вдягають з метою створення та/або доповнення певного образу. Ця деталь жіночого туалету вдало комбінується з блузами, водолазками, футболками, топами, кардиганами, джемперами, піджаками тощо. Зі спідницями можуть прекрасно поєднуватись майже будь-які види взуття: чоботи, туфлі на підборах, балетки, сандалі, сабо, а з деякими моделями — черевики, кеди та снікери.

## Еволюція спідниць в Україні
У північних лісових районах, що межують з Білоруссю, відомі зшиті форми — спідниці із домашніх тканин, котрі являють собою повністю зшиті полотнища саморобного вовняного, напіввовняного чи полотняного матеріалу, пізніше — фабричних тканин. Цей одяг більш пізнього походження: він поширювався приблизно наприкінці XVIII ст. спочатку серед заможної частини населення, в той час як незаможне селянство носило незшитий одяг.
Сама конструкція спідниці свідчить про її генетичний зв’язок із розпашним поясним одягом. Між передніми пілками часто вставлялося полотнище з іншої за структурою і малюнком тканини, що також нагадує незшиті форми. Іноді спідниці шили з одного, взятого впоперек білого або вибійчастого полотна. Кількість полотнищ залежала від призначення спідниці, місцевих традицій, заможності господині. Зшиті полотнища призбирувалися зверху і пришивалися до пояса. Довжина виробу відповідала пропорціям розпашного одягу, знизу було видно вишитий поділ сорочки.
Одяг типу спідниці був поширений по всій території України, але мав різні місцеві назви, а також особливості колористичного та орнаментального вирішення.
Основними типами такого вбрання були:
Андарак — спідниця з вовняної або напіввовняної саморобної матерії, переважно червоного кольору (шилася вона з трьох-чотирьох пілок), із закладеними ззаду по спині зборами. По низу вона прикрашалася широкою смугою тканого малюнка, пізніше — вишивкою. Широко побутувала на півночі Чернігівщини, особливо на кордоні з Білоруссю. Андараком називалась і спідниця зі смугастої тканини, що нагадувала білоруську й була поширена на півночі Київщини.
Спідницю-літник, найбільш відому також на півночі Київщини, шили з трьох-чотирьох поздовжньо розташованих пілок грубої саморобної вовняної або полотняної тканини з малюнком у горизонтальну або вертикальну смугу яскравих кольорів. Передня пілка (притичка), що прикривалася фартухом-запаскою, могла бути з тканини іншого малюнка, кольору, якості. Взагалі літником і андараком у різних місцевостях іноді називають один тип української спідниці.
У центральних районах України траплялися спідниці, прикрашені вибійчастим малюнком (димки, мальованки).
На Львівщині спідниця з саморобної тканини у вертикальну яскраву смужку з рясними дрібними зборами називалася шорц.
На Волині та Поліссі подібні спідниці робили з білого полотна у п’ять-шість полотнищ, закладали у дрібні збори і по низу прикрашали орнаментом червоного кольору.
Біла спідниця бойків (фартух) декорувалася вишивкою-циркою, що нагадувала полтавське вирізування; гофрована спідниця лемків (кабат, сукня) шилася з яскравої вибійчастої тканини.
У другій половині XIX ст. на півночі Київщини та Чернігівщини була відома так звана спідниця до нагрудника з тканини вишневих, фіолетових, жовто-коричневих кольорів. На нинішній Кіровоградщині цей тип одягу звався шарафаном.
Наприкінці XIX ст. плахта, запаска, дерга, а також спідниці з саморобних матеріалів в Україні (за винятком північних районів) практично вийшли з ужитку.
Заміна домотканого поясного одягу спідницею з фабричних матеріалів швидше відбувалася в районах з розвинутим відхідництвом — Центральній Київщині, Полтавщині. Місцевий традиційний одяг поступово перетворювався на обрядовий чи святковий або ж доношувався старшим поколінням.
Водночас спідниці з фабричної тканини відразу ж стали використовуватися молоддю та заможними селянками як святкові. Спідниці з покупних тканин (кашеміру, кольорового сатину, смугастого або квітчастого ситцю тощо) шилися з шести-семи полотнищ, закладалися у дрібні збори (ряси) і зверху вшивалися у пояс (пасок). Кількість полотнищ, як і завжди, свідчила про добробут хазяйки. Заможніші шили спідниці з більш дорогих — щільних шовкових або вовняних — тканин, а кількість полотнищ іноді сягала дванадцяти.
З появою фабричних матеріалів змінилися й фартухи-запаски. Їх почали шити з перкалю, ситцю, вовни тощо — різного кольору, іноді з однієї тканини зі спідницею; у верхній частині з’явилися дрібні збори. Святкові фартухи прикрашалися вишивкою. Заможні жінки до кожної спідниці мали окремий фартух. Жіночий поясний одяг у розглядуваний період зазнав істотних змін.

## Чоловіки у спідницях
Ще за часів Античності та Середньовіччя багатьом європейським воїнам була добре знайома «латна спідниця», довжина якої протягом всього часу її існування постійно змінювалась — вона була і ледь прикривала стегна та досягала колін. Такий вид одягу складався зі шматочків шкіри або металу, прикріплених до кіраси, які за формою нагадують коротку спідницю.
Сьогодні в багатьох країнах Сходу спідниця або подібний їй одяг є складовою частиною чоловічого національного костюму. Так, в Південній Індії чоловіки носять дхоті на манер спідниці. В країнах Південно-Східної Азії та Океанії популярний саронг, а у Східній Африці деякі чоловіки загортаються в кангу.   
Деякі модельєри відрізняються створенням чоловічих спідниць: Марк Джейкобс декілька сезонів поспіль виходив у спідниці до закриття показів своїх колекцій.
В різний час та на різних урочистих заходах спідницю вдягали Він Дізель, Стінг, Роббі Вільямс. Серед модельєрів та брендів колекціями чоловічих спідниць прославились Жан-Поль Готьє, Вів'єн Вествуд, Kenzo, Dolce & Gabbana, Givenchy, Yohji Yamamoto. Зустрічаються — хоч і не дуже часто — чоловіки у спідницях і серед вуличних модників.

## Види спідниць
- Балон — широка спідниця, зібрана в подолі на стрічку або тасьму.

- Вікел — обмотана навколо тіла спідниця, поділ якої може проходити спіраллю від низу до верху і зав'язуватись на поясі.

- Кюлот — спідниця-брюки.

- Кастен — спідниця з подвійними швами по боках, з наявними спереду та ззаду особливими, подвійними швами, які надають чотирикутний, геометричний силует.

- Кілт — традиційна шотландська спідниця в клітинку із запахом. Вважається національним чоловічим одягом. Спереду гладка, ззаду та по боках — плісирована, застібається на шкіряний ремінець та булавку.

- Купол — пряма спідниця, яка створює форму куполу за рахунок виточок по боках.

- Кринолін — широка жорстка нижня спідниця, яка створює куполоподібний силует. Особливу популярність здобула у XIX ст.

- Пачка — спідниця балерин у формі диска або коротка пишна спідниця з легких матеріалів, зазвичай з тюлі, яка створює великий об'єм.

- Петтикот — широка та жорстка нижня спідниця з рюшами та воланами, зазвичай сильно накрохмалена.

- Regenschirmrock — спідниця, яка складається із не менш, ніж дванадцяти клинів.

- Саронг — індонезійська спідниця із запахом, обмотувана навколо стегон.

- Скорт — комбінація спідниці і шортів, що спереду виглядає як коротка спідниця із запахом.

- Хіп — спідниця з низької талії, що проходить по стегнах з резинкою на поясі.

- «Кульгава спідниця» — завужена до низу спідниця, пересуватися у якій можна було лише «дрібочучи».

- Спідниця-сонце — довга і сильно розкльошена до низу спідниця зі злегка плісированої тканини.

- Спідниця-тюльпан — перехоплена на поясі об'ємна спідниця, яка нагадує квітку тюльпану в перегорнутому вигляді.

- Спідниця-олівець — вузька і пряма спідниця довжиною до коліна, яка облягає стегна.

- Спідниця-трапеція — спідниця із жорсткої тканини, що розширяється до низу.

- Спідниця-карго — спідниця в стилі мілітарі, з натуральних матеріалів, з накладними кишенями по боках і зав'язками в нижній частині.

## Цікаві факти
У 1920-х роках американський економіст Джордж Тейлор висунув своєрідну «теорію висоти подолу», згідно з якою попит на спідниці-максі свідчить про несприятливу економічну ситуацію. На його думку, довгі спідниці дозволяють приховувати жінкам більш дешеві панчохи, які вони купують з метою економії грошових засобів.
Розповсюдження мініспідниць у 1960-х роках сприяло появі колготок сучасного типу, а також, за даними британських лікарів, збільшенню народжуваності в країні. 